# Per Ivar Moe
Per Ivar Moe (ur. 11 listopada 1944 w Ålesund) – norweski łyżwiarz szybki, srebrny medalista olimpijski i mistrz świata.

## Kariera
Specjalizował się w długich dystansach. Pierwszy sukces osiągnął w 1963 roku, kiedy zdobył brązowy medal podczas mistrzostw Europy w Göteborgu. W zawodach tych wyprzedzili go dwaj rodacy: Nils Aaness i Knut Johannesen. W tym samym roku był też czwarty na mistrzostwach świata w Karuizawie, gdzie walkę o medal przegrał z Aanessem. W styczniu 1964 roku wywalczył kolejny brązowy medal mistrzostw Europy w Oslo, a w lutym wziął udział w igrzyskach olimpijskich w Innsbrucku. Zdobył tam srebrny medal w biegu na 5000 m, ulegając jedynie Knutowi Johannesenowi. Ostatnie medale wywalczył w 1965 roku, kiedy na mistrzostwach świata w Oslo był najlepszy, a podczas mistrzostw Europy w Göteborgu był drugi za Eduardem Matusiewiczem z ZSRR. Trzykrotnie zdobywał medale mistrzostw Norwegii w wieloboju, w tym złoty w 1964 roku. Po nieudanych startach w 1966 roku zakończył karierę.
W 1965 roku został uhonorowany Nagrodą Oscara Mathisena.

### Mistrzostwa świata
- Mistrzostwa świata w wieloboju
  - złoto – 1965